# 费方域
费方域（1948年12月—2020年5月16日），浙江崇德人，中国经济学家。上海交通大学教授。研究领域为公司金融和企业管理。

## 生平
1948年12月生于上海。早年作为知青在黑龙江生产建设兵团插队。1977年12月参加文革结束后的首场高考，被上海师范大学录取。1985年在北京大学经济系获硕士学位。同年回到上海财经大学任教，曾任世界经济系副教授、教授，1998年获经济学博士学位。2001年受邀赴上海交通大学任教，曾任上海交通大学经济学院执行院长、安泰管理学院经济与金融系主任、经济研究中心主任等职务。2000年至2001年，受奥利弗·哈特的邀请，在哈佛大学担任访问学者。
2007年底，他参与上海交通大学上海高级金融学院、中国金融研究院的筹建和发展，担任副院长直至退休。
2020年5月16日20时15分因胰腺癌在上海浦南医院病逝。值得一提的是，他与作家叶永烈曾居住在同一个病房，他们的离世时间仅相差1天。

## 出版物
专著
- 费方域. . 上海: 三联书店上海分店. 1994. ISBN 7-5426-0614-X.

译著
- (奥)赫尔穆特·弗里希. . 由费方域翻译. 北京: 商务印书馆. 1992. ISBN 7-100-01050-0.
- (美)保罗·萨缪尔森. . 由费方域; 金菊平翻译. 北京: 商务印书馆. 1992. ISBN 7-100-01025-X.
- (美)弗朗茨. . 当代学术思潮译丛. 由费方域翻译. 上海: 上海译文出版社. 1993. ISBN 7-5327-1345-8.
- (美)哈尔·范里安. . 当代经济学系列丛书·当代经济学教学参考书系. 由费方域等翻译. 上海: 上海人民出版社. 1994. ISBN 7-208-01885-5.
- (以)约拉姆·巴泽尔. . 由费方域; 段毅才翻译. 上海: 上海人民出版社. 1997. ISBN 7-208-02622-X.
- (美)杰弗里·萨克斯; (美)费利普·拉雷恩. . 当代经济学系列丛书·当代经济学教学参考书系. 由费方域等翻译. 上海: 上海人民出版社. 1997. ISBN 7-208-02138-4.
- (美)戴维·韦默. . 经济学术译丛. 由费方域; 朱宝钦翻译. 上海: 上海财经大学出版社. 2004. ISBN 7-81098-053-X.
- (美)奥利弗·哈特. . 由费方域翻译. 上海: 上海人民出版社. 2006. ISBN 7-208-06122-X.
- (法)贝尔纳·萨拉尼耶. . 由费方域; 张肖虎; 郑育家翻译. 上海: 上海财经大学出版社. 2008. ISBN 978-7-5642-0172-2.
- (美)布赖恩·埃里克森. . 由费方域; 孙娟翻译. 上海: 上海财经大学出版社. 2008. ISBN 978-7-5642-0005-3.
- (葡)若昂·阿马罗·德·马托斯. . 由费方域翻译. 上海: 上海财经大学出版社. 2009. ISBN 978-7-5642-0224-8.
- (美)奥利弗·哈特. . 由费方域; 蒋士成翻译. 上海: 格致出版社. 2011. ISBN 978-7-5432-1801-7.